# (198450) Scattolin
(198450) Scattolin est un astéroïde de la ceinture principale.

## Description
(198450) Scattolin est un astéroïde de la ceinture principale. Il fut découvert le 9 décembre 2004 à Vail-Jarnac par l'observatoire Jarnac. Il présente une orbite caractérisée par un demi-grand axe de 2,82 UA, une excentricité de 0,17 et une inclinaison de 7,9° par rapport à l'écliptique.

## Compléments